# Rumsterstang
En rumsterstang er et gøglerinstrument, der består af en lang stang med klokker, bjælder, bækkener og en streng udspændt over en tromme.
Instrumentet er bl.a. anvendt i revyvisen "Vi er alle i samme båd".
Sjællandske eksemplarer er typisk udsmykket med symboler som trekanter og firkanter i toppen.
| Musik | Spire Denne musikartikel er en spire som bør udbygges. Du er velkommen til at hjælpe Wikipedia ved at udvide den. |